# Kalendarium powstania warszawskiego – 14 września

## 14 września, czwartek

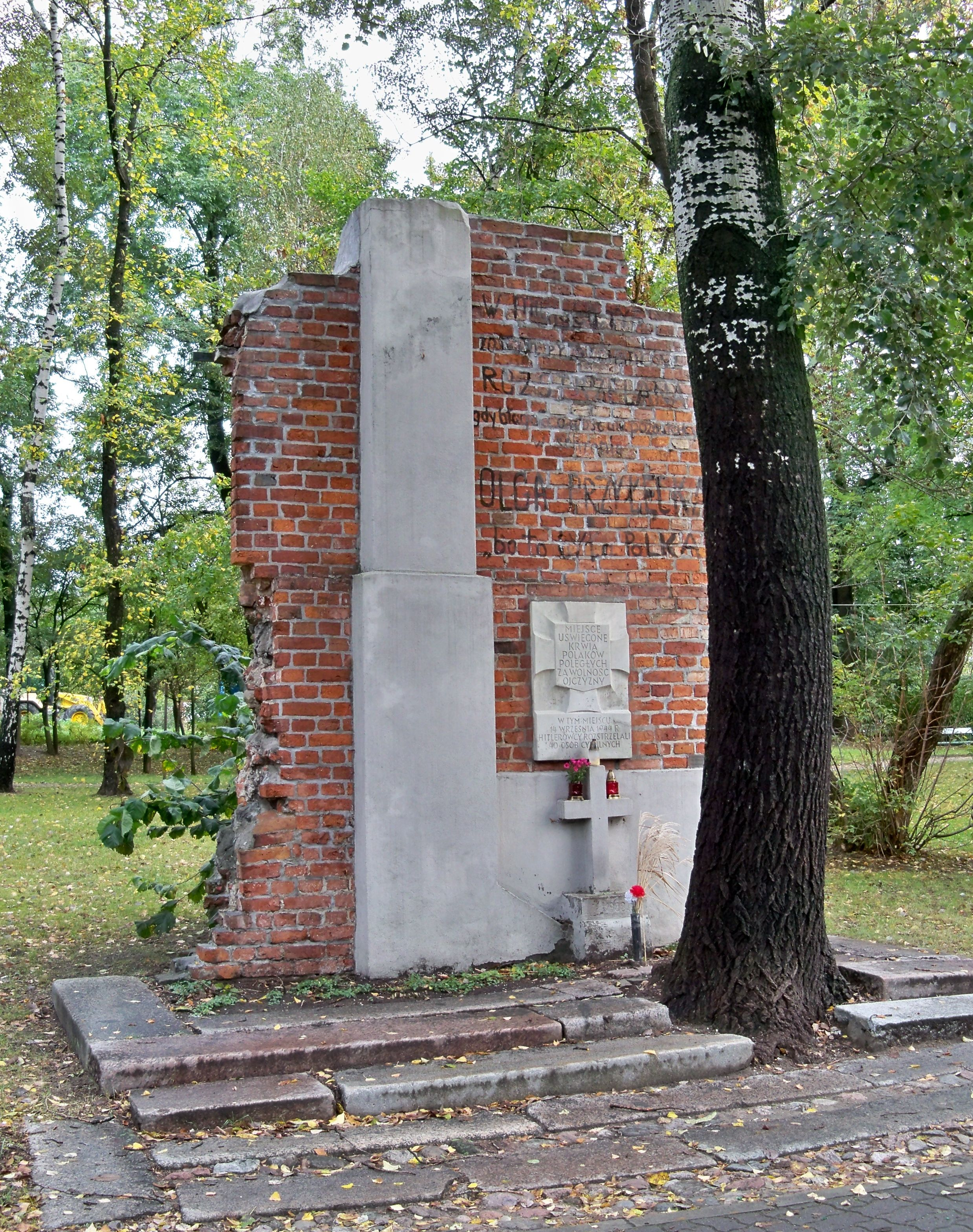
Park Kaskada

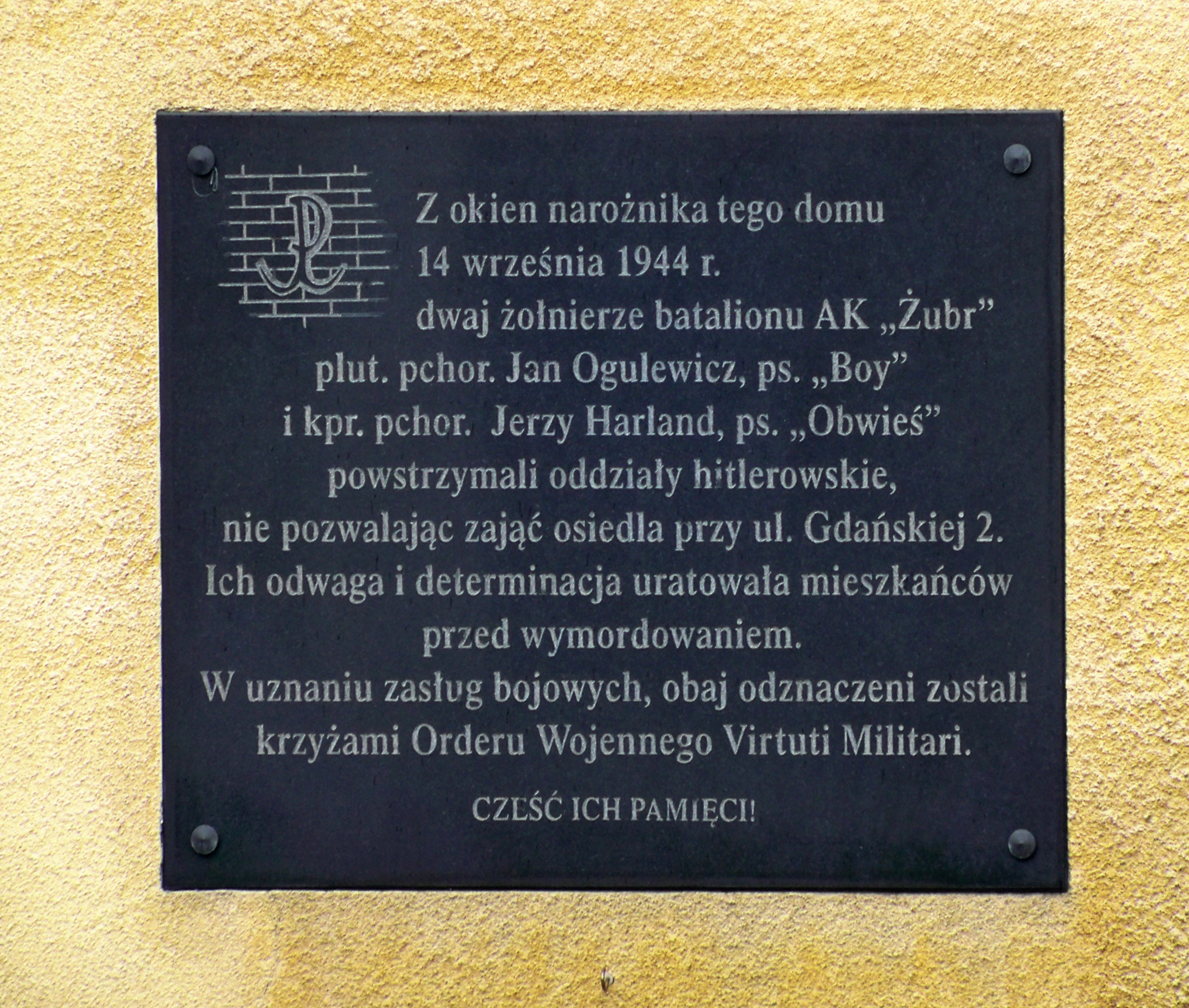
Ulica Gdańska 2

Rozpoczęło się natarcie niemieckie na Górny Czerniaków. Nieprzyjaciel zmusił powstańców do odwrotu z ulicy Czerniakowskiej i odskoku na ulicę Zagórną. W tym samym czasie Niemcy zajęli również ulicę Przemysłową i jej okolice. Blisko 400 cywilów zostało wyciągniętych z piwnic i spędzonych do Portu Czerniakowskiego, gdzie Niemcy zamordowali większość młodych mężczyzn. Zginął m.in. kierownik portu, Feliks Słoczyński. Resztę ludności Niemcy pognali ulicą Łazienkowską ku Agrykoli.
Nocą na Czerniaków przeprawili się pierwsi zwiadowcy z 1 Armii Wojska Polskiego.
Po dwugodzinnym przygotowaniu artyleryjskim, wspierani przez czołgi Niemcy zaatakowali z dwóch stron powstańcze pozycje na Marymoncie. Wobec przewagi wroga wykrwawione oddziały powstańcze były zmuszone wycofać się na Żoliborz. W zajętych przez siebie kwartałach Niemcy wymordowali około 500 cywilów, jak również rannych i personel z powstańczego szpitala przy ulicy Rudzkiej 4. 
Jako jeden z dwóch rannych z masakry na Marymoncie, dokonanej przez Niemców w powstańczym punkcie sanitarnym przy ulicy Rajszewskiej 12, ocalał kpr. pchor. Wacław Gluth-Nowowiejski ps. „Wacek”. Ukrył się wówczas w piwnicy jednego z okolicznych domów, gdzie pozostawał do połowy listopada 1944. 
Polskie Radio nadało odezwę PKWN w Lublinie, która była odbierana także w Warszawie. Można w niej było usłyszeć m.in., iż rzekomo: Chwila wyzwolenia jest bliska. Kończą się Wasze męki i cierpienia. Niemcy drogo zapłacą za krew przelaną i ruiny Warszawy i w zakończeniu: Pomoc nadchodzi! Wytężcie wszystkie siły. W rzeczywistości „wyzwolenie”, czyli wejście armii sowieckiej do pustego i zburzonego miasta, nastąpiło 17 stycznia 1945.
Niemiecka obrona przeciwlotnicza strąciła nad parkiem Skaryszewskim samolot Consolidated B-24 Liberator ze 178 dywizjonu RAF. Maszyna wpadła do Jeziorka Kamionkowskiego, zginęli wszyscy poza jednym członkiem załogi.
Tego dnia został ciężko ranny Jerzy Zborowski (ps. „Jeremi”). Później został schwytany i zamordowany przez Niemców w nieznanych okolicznościach. Podczas niemieckiego bombardowania Szpitala Ujazdowskiego zginął generał WP Mikołaj Majewski. W rejonie ul. Szarej poległ 19-letni kapral pchor. Zdzisław Wasserberger. Na Czerniakowie zginęli m.in. Jerzy Niedzielski, Jan Kozubek, Alicja Czerwińska i Irena Schirtładze, zaś pod ruinami Poselstwa Chińskiego na Czerniakowie zginęli byli więźniowie Gęsiówki Dawid Goldman i Józef Filar. W szpitalu powstańczym zmarła łączniczka Bożenna Rażniewska.